# (6199) Yoshiokayayoi
(6199) Yoshiokayayoi (1992 BK1) – planetoida z grupy pasa głównego asteroid okrążająca Słońce w ciągu 4,18 lat w średniej odległości 2,59 j.a. Odkryta 26 stycznia 1992 roku.